# کویونجو (سیحان)
کویونجو (به ترکی استانبولی: Koyuncu) یک منطقهٔ مسکونی در ترکیه است که در سیحان واقع شده‌است.